# Jerzy Zubrzycki
Jerzy Benedykt Zubrzycki (ur. 12 stycznia 1920 w Krakowie, zm. 20 maja 2009 w Canberze) – porucznik kawalerii Wojska Polskiego, socjolog, „ojciec” australijskiej polityki wielokulturowości.

## Życiorys
Był synem Józefa i Zofii z Madeyskich. Ukończył II Liceum im. Sobieskiego w Krakowie.

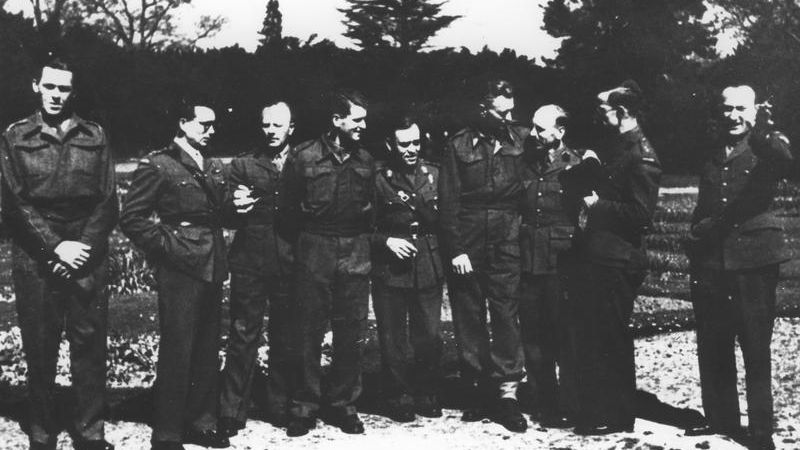
Grupa instruktorów cichociemnych, od lewej: por. Mieczysław Różański, kpt. Maksymilian Kruczała, por. Eugeniusz Janczyszyn, ppor. Jerzy Zubrzycki, por. Aleksander Ihnatowicz, mjr Józef Hartman, Jan Kazimierski, por. Antoni Pospieszalski, ppłk Stefan Piotrowski

W okresie od 30 września 1938 do 15 lipca 1939 był słuchaczem Szkoły Podchorążych Rezerwy Kawalerii w Grudziądzu. Po ukończeniu szkolenia, w stopniu plutonowego podchorążego skierowany został na praktykę w 8 pułku Ułanów księcia Józefa Poniatowskiego. W składzie pułku wziął udział w kampanii wrześniowej, podczas której dostał się do niewoli i zbiegł z transportu jeńców wojennych. Uczestniczył w organizowaniu Polski Podziemnej. Oficer Oddziału VI (Specjalnego) Sztabu Naczelnego Wodza, współpracującego z SOE. Odpowiadał za dostawy sprzętu, broni, amunicji na potrzeby szkolenia cichociemnych w ośrodku szkoleniowym STS 43 Audley End. Adiutant operacyjny mjr dypl. Jana Jaźwińskiego, dowódcy Głównej Bazy Przerzutowej, m.in. uczestniczył w 1944 w organizacji lotów SOE z Brindisi nad powstańczą Warszawę.
W latach 1949–1952 wykładał socjologię i historię gospodarczą w Polish University College w Londynie. W latach 1952–1955 był pracownikiem naukowo-badawczym w Dziale Studiów w British Foreign Office. Do Australii przybył w 1956. Wykładał demografię i socjologię na Australijskim Uniwersytecie Narodowym w Canberze. W 1970 założył i zorganizował wydział socjologii, którym kierował aż do przejścia na emeryturę w 1986. Przyczynił się do zorganizowania lektoratu języka polskiego na tej uczelni. Przewodniczył Australian Ethnic Council i miał miejsce w radzie Australian Institute of Multicultural Affairs. Był członkiem Papieskiej Akademii Nauk Społecznych oraz założycielem czasopisma "The Australian and New Zeland Journal of Sociology".
Członek Polskiego Towarzystwa Naukowego na Obczyźnie (od 1957). W 1998 został doktorem honoris causa poznańskiego Uniwersytetu im. Adama Mickiewicza.

## Życie prywatne
W 1943 ożenił się z Aleksandrą z domu Królikowską, z ktrórą miał 4 dzieci:
- Tomasz (Tom)(inne języki), ur. 1946, reżyser i producent filmów dokumentalnych, laureat nagrody Australijskiego Instytutu Filmowego[8]
- Anna, ur. 1952, aktorka, jedna z założycielek Ośrodka Praktyk Teatralnych „Gardzienice”[9]
- John, dziennikarz i dyplomata[10]
- Joanna, dr nauk społecznych[11]

## Odznaczenia
- 1939 Krzyż Walecznych[12]
- 1943 Srebrny Krzyż Zasługi z Mieczami[13]
- 1945 Kawaler Orderu Imperium Brytyjskiego (wojskowego)[3][14]
- 1978 Komandor Orderu Imperium Brytyjskiego (cywilnego)[3][14]
- 1984 Order Australii[15]
- 1991 Krzyż Komandorski z Gwiazdą Orderu Odrodzenia Polski[6]